# Клинцевич, Франц Адамович
Франц Адамович Клинцевич (бел. Франц Адамавіч Клінцэвіч, род. 15 июня 1957, Крейванцы, Ошмянский район, Молодечненская область, Белорусская ССР, СССР) — российский политик. Член Совета Федерации Федерального Собрания Российской Федерации — представитель от администрации Смоленской области с 29 сентября 2015 по 18 сентября 2020 года.
Первый заместитель председателя комитета по обороне и безопасности Совета Федерации Федерального Собрания Российской Федерации с 30 сентября 2015 по 13 февраля 2018. Член Высшего совета политической партии «Единая Россия». Депутат Государственной думы Российской Федерации III, IV, V и VI созывов. Кандидат психологических наук.
Владеет языками: дари, белорусским, польским и немецким.

## Биография
Франц Адамович Клинцевич родился 15 июня 1957 года в деревне Крейванцы Ошмянского района Молодечненской области БССР. В 1972 году окончил Крейванцевскую сельскую восьмилетнюю школу, в 1974 году — среднюю школу № 1 Ошмян.
С 15 декабря 1974 по 24 января 1975 года работал учителем черчения, труда и физкультуры в Крейванцевской сельской восьмилетней школе.
В 1975—1997 годах находился на действительной военной службе в рядах Вооружённых Сил, полковник запаса. Служил в Воздушно-десантных войсках.
В 1975 году призван на службу в Вооружённые силы СССР и направлен в разведывательный батальон гарнизона военного городка Печи города Борисова. В 1976 году направлен в Свердловское высшее военно-политическое танко-артиллерийское училище, которое окончил в 1980 году и был распределён на службу в литовский город Алитус — это всего в ста километрах от дома. Затем служил в Кишинёве.
В 1986 году окончил 10-месячные курсы офицеров-политработников по иностранным языкам Министерства обороны СССР (дари).
В 1986—1988 годах служил в 345-м отдельном парашютно-десантном полку 40-й армии, участвовал в боевых действиях в Афганской войне в качестве «старшего инструктора политотдела по специальной пропаганде». По воспоминаниям сослуживцев, руководил спецгруппой, основной задачей которой было общение с местным населением с целью определения политического настроения и доверия к руководству ДРА, а также — сбор информации о бандформированиях.
Был слушателем Военно-политической академии имени Ленина, заместителем командира парашютно-десантного полка в г. Капсукас (сейчас Мариямполе, Литва).
С 1990 года — заместитель председателя Российского Союза ветеранов Афганистана.
В 1991 году окончил Военно-политическую академию им. В. И. Ленина.
С 1992 года — в Москве. Сначала был ведущим специалистом правительственной комиссии по социальной защите военнослужащих, затем — старшим офицером управления командующего воздушно-десантными войсками.
В 1993 году участвовал в расстреле Дома Советов России.
С 1995 года — председатель правления Российского Союза ветеранов Афганистана.
В 1995 году неудачно баллотировался на выборах в Государственную думу Федерального собрания Российской Федерации II созыва по списку блока «За Родину!», не преодолевшего пятипроцентный барьер.
В 1995 году избирался членом Совета Общероссийского общественного движения «Реформы — новый курс».

### Депутат Госдумы
В декабре 1999 года на выборах избран депутатом Госдумы III созыва по списку избирательного блока «Единство» (Медведь), представляя «Народно-патриотическую партию России». Член комитета Госдумы по труду и социальной политике.
В 2000 году стал председателем Московской городской организации «Единство». В 2001 году стал членом президиума генерального совета партии «Единая Россия».
С Клинцевичем связан лоббистский скандал — дело Вороненкова — Новикова. В 2000 году представитель фирмы «Сибфорпост» (она занималась поставками продовольствия в северные районы России) Е. Тростенцов познакомился с Денисом Вороненковым и Игорем Новиковым. Тростенцов хотел получить компенсацию из федерального бюджета за эти поставки и пролонгировать договора поставок на следующий год. Вороненков сообщил, что этот вопрос можно решить только через руководство проправительственной депутатской фракции «Единство». За 60 тыс. долларов Вороненков провёл представителей этой фирмы к руководителям фракции — Борису Грызлову и Францу Клинцевичу. Вороненков представил партийным руководителям пришедших как бизнесменов, которые деньгами помогли партии «Единство» во время выборов. В ходе встречи партийные руководители обещали фирме содействие. В дальнейшем, по словам Тростенцова, Вороненков постоянно требовал деньги для передачи Грызлову и Клинцевичу и собрал с бизнесмена 150 тыс. долларов. Бизнесмену удалось выйти на Клинцевича, который посоветовал написать заявление в правоохранительные органы. Для передачи Вороненкову и Новикову правоохранители подготовили специальные «меченые» купюры на сумму в 10 тыс. долларов и задержали в 2001 году обоих при непосредственной передаче им денег Евгением Тростенцовым. В отношении Вороненкова и Новикова было возбуждено уголовное дело по статье «Вымогательство». Однако вскоре дело развалилось. Прокуратура отказалась дать согласие на взятие под стражу обоих подозреваемых и прекратила уголовное дело в их отношении, посчитав, что переданные средства были возвращением долга Тростенцова Вороненкову и Новикову. Более того, начальник Центрального регионального управления по борьбе с организованной преступностью МВД России полковник Михаил Игнатов, который вёл это дело, сам был обвинён в том, что вымогал взятку у Елены Чайковской (матери Игоря Новикова) за освобождение её сына. Потерпевшими стали Вороненков и Новиков. Хотя Московский городской суд оправдал Игнатова по эпизоду о вымогательстве взятки, но полковник провёл до приговора более двух лет в СИЗО. 10 тыс. «помеченных» долларов исчезли. Евгений Тростенцов был вынужден бежать за границу, где находился, пока возбуждённое в отношении него уголовное дело не закрыли за отсутствием состава преступления. Что касается Дениса Вороненкова, то он сделал карьеру — стал в 2011 году депутатом Государственной думы России, избранным по партийному списку КПРФ.
В 2001 году в Российской академии государственной службы при Президенте РФ защитил кандидатскую диссертацию на тему «Личностно-психологические особенности россиян с низким и высоким уровнями дохода». Кандидат психологических наук.
В 2002 году — секретарь регионального отделения партии «Единая Россия» в Чечне.
В 2003 году на выборах в Государственную думу IV созыва Клинцевич баллотировался в депутаты Госдумы по списку «Единой России» от Кавказской группы (Республика Дагестан, Республика Ингушетия, Карачаево-Черкесская Республика, Чеченская Республика), в которой он шёл первым из семи кандидатов. Вместе с ним в группе шёл Руслан Ямадаев. По итогам выборов в Кавказской группе единороссов депутатские мандаты получили все семь кандидатов.
В Госдуме IV созыва — заместитель руководителя фракции «Единая Россия» и член комитета по обороне.
В 2004 году с отличием окончил факультет переподготовки и повышения квалификации Военной академии Генерального штаба Вооружённых Сил Российской Федерации.
В декабре 2007 года избран депутатом Государственной думы Федерального собрания Российской Федерации V созыва. В Госдуме V созыва назначен первым заместителем председателя комитета по делам ветеранов.
С 2008 года — председатель Центрального координационного совета сторонников партии «Единая Россия», руководитель Чеченского республиканского отделения партии «Единая Россия».
В сентябре 2011 вошёл в список кандидатов в депутаты Госдумы, выдвинутый партией «Единая Россия» на выборах в Государственную думу 6 созыва. Баллотировался от Смоленской области, был первым в списке из четырёх кандидатов. По итогам выборов, состоявшихся 4 декабря 2011 года, «Единая Россия» набрала в Смоленской области 36,23 % и из единороссов депутатский мандат получил лишь Клинцевич. После выборов он сказал: «Наша победа на смоленской земле абсолютно оправданна, законна, достойна».
В Госдуме VI созыва Клинцевич был назначен заместителем председателя комитета по обороне. Был также членом комиссии по правовому обеспечению развития организаций оборонно-промышленного комплекса Российской Федерации.
В 2012 году Клинцевич заявил о намерении выкупить дом Гитлера более чем за 2 миллиона евро для того, чтобы затем снести его.
24 декабря 2014 года выступил с инициативой пересмотра решения съезда народных депутатов СССР от 1989 года, осуждающего решение о вводе советских войск в Афганистан.
28 декабря 2014 года заявил, что намерен предложить поставки оружия в самопровозглашённые Донецкую и Луганскую народные республики, в случае если США начнут оружейные поставки Украине.

### Член Совета Федерации
Указом губернатора Смоленской области Алексея Островского от 28 сентября 2015 года назначен членом Совета Федерации — представителем от администрации Смоленской области.
Является членом Комиссии Парламентского Собрания Союза Белоруссии и России по безопасности, обороне и борьбе с преступностью.
С 30 сентября 2015 года по 13 февраля 2018 года — первый заместитель председателя комитета по обороне и безопасности Совета Федерации. По данным РБК, назначение Клинцевича стало частью договорённости Единой России и ЛДПР: взамен партия власти не выдвинет своего кандидата против члена ЛДПР Островского на ближайших губернаторских выборах.
13 февраля 2018 года комитет Совета Федерации по обороне и безопасности удовлетворил заявление Франца Клинцевича о сложении полномочий первого заместителя председателя. Газета «Ведомости» связывала произошедшее с недовольством Министерства обороны России комментариями политика, не всегда отражавшими официальную линию ведомства, а иногда — вредившим ей. В частности, Клинцевич называл аннексию Крыма Россией поспешным и недальновидным решением, нарушившим нормы международного права, из-за которого «нашим потомкам придётся долго расплачиваться за это».
18 сентября 2020 года указом губернатора Смоленской области Алексея Островского полномочия Клинцевича прекращены, а новым представителем исполнительной власти региона в Совете Федерации стала депутат областной Думы Нина Куликовских.

## Законодательные инициативы
В феврале 2015 году был соавтором поправок разрешающим вручать повестку на службу в армии заказными письмами и запрещающим на пять лет уклоняющимся от военной службы выезд из страны, поступать на госслужбу и работать в муниципальных органах власти (в октябре 2014 года Конституционный суд РФ признал неконституционным бессрочный запрет на замещение госдолжностей гражданами, которые без должных оснований уклонились от службы по призыву). Поправки получили первоначальное одобрение комитета по обороне и поддержку правительства РФ, однако в последующей редакции часть о заказных письмах исчезла. В июле 2017 года видоизменённый документ (вводился десятилетний запрет) был принят Госдумой и подписан президентом Владимиром Путиным.
В мае 2017 года стал соавтором пакета законопроектов, призванных изменить порядок службы в вооруженных силах РФ. Среди нововведений: разрешить многодетным отцам и уволенным в запас военным в течение двух лет с момента увольнения добровольно поступать в армейский резерв, закрепить проведение профессионального психологического отбора при призыве, а также рассылка повесток о призыве заказным письмом (будет считаться действительной при вручении лично дома или в почтовом отделении, а также «уполномоченным представителям» (к которым родители не относятся — по Семейному кодексу они считаются «законными представителями»)) и по электронной почте. В конце мая закон был возвращён его авторам комитетом по обороне Госдумы из-за необходимости получения заключения правительства (так как законопроект требует расходы из федерального бюджета).

## Скандалы
В июне 2016 года Рузский районный суд обязал Клинцевича оплатить общественной организации «Инвалиды войны» 285 тыс. рублей, в которые ей обошлось пребывание политика со своими родными в Центре восстановительной терапии для воинов-интернационалистов им. М. А. Лиходея («Русь»). Клинцевичи в ходе пребывания в санатории в декабре 2014 года находились там бесплатно, обещая позже предоставить рекомендации врача (условие для бесплатного обслуживания), в дальнейшем так и не прислав денег или направлений. Деньги были взысканы с помощью суда. 27 июня 2017 года Верховный суд отменил решение Рузского районного суда и определение Московского областного суда как вынесенные с нарушением норм процессуального и материального права.
Газета «Коммерсантъ» подчеркивала, что самым громким конфликтом, с которым был связан Франц Клинцевич, оказался его спор с руководителем организации инвалидов войны в Афганистане Андреем Чепурным. В апреле 2017 года господин Чепурной пожаловался президенту Владимиру Путину на «многочисленные проверки», якобы инициированные Францем Клинцевичем. При этом господин Чепурной утверждал, что сенатор прислал ему письмо, в котором намекал на свои связи со спикером Госдумы Вячеславом Володиным, которого якобы называл «преемником президента». Господин Клинцевич заявил, что «никаких писем с указанием преемника президента» не рассылал, и назвал письма «подделками». В окружении спикера тогда дистанцировались от скандала, назвав обоих спорщиков «контуженными».
7 февраля 2018 года в интервью агентству «Интерфакс» Клинцевич заявил, что сирийский спецназ находится на месте крушения обломков российского штурмовика Су-25СМ, сбитого радикальными исламистами в провинции Идлиб. «Поскольку спецназ находится на месте гибели лётчика, в его распоряжении есть обломки самолёта»,— подчеркнул он тогда, добавив, что, по неофициальной информации, самолёт сбили из ПЗРК «Игла». В тот же день «РИА Новости» опровергло заявления Клинцевича, процитировав неназванного высокопоставленного собеседника в российском военном ведомстве: «Пустословные заявления со стороны, не имеющие никакого отношения к реальности, только вредят, а не помогают делу».
5 апреля 2018 года СМИ опубликовали письмо находящегося в «Лефортово» бывшего главы службы безопасности Бориса Березовского Сергея Соколова, в котором он признался в фальсификации компрометирующих сведений в отношении руководителя «Тольяттиазота» Вячеслава Суслова и спикера Госдумы Вячеслава Володина. В качестве возможного заказчика эксперты называли Франца Клинцевича.
Состояние семьи Клинцевичей оценивается в 200 млн долларов. Имеет недвижимость в Южной Европе, на островах Эгейского моря.

## Санкции
Как публичное лицо которое публично осудило и вмешивается в демократические процессы суверенных государств Франц Клинцевич был добавлен в санкционный список разных государств.
21 июня 2018 года добавлен в санкционный список Украины(№ 1130).

## Семья
Родители: Адам Михайлович (род. 1926) и Ядвига Брониславовна (род. 1929) — крестьяне.
Жена — Лариса Фёдоровна Клинцевич (род. 05.03.1957) — помощник депутата Государственной думы Руслана Ямадаева, окончила исторический факультет Гродненского госуниверситета.
- Сын Андрей, род. 20.04.1981 в Алитусе Литовской ССР, в 1998 году окончил Тверское суворовское военное училище, в 2003 году — Военный университет Министерства обороны Российской Федерации, в 2003—2006 годах служил в 45-м отдельном гвардейском полку специального назначения Воздушно-десантных войск, в 2006—2013 годах работал в загранучреждениях, в 2013—2014 годах — заместитель генерального директора по внешнеэкономическим связям ОАО «Концерн Гранит», в 10—12.2014 — федеральный инспектор по Пензенской области департамента по взаимодействию с органами государственной власти субъектов Российской Федерации и органами местного самоуправления аппарата полномочного представителя Президента Российской Федерации в Приволжском федеральном округе Михаила Бабича (Нижний Новгород), 12.2014—06.2015 — заместитель начальника департамента организационного обеспечения аппарата полномочного представителя президента России в Приволжском федеральном округе, 06—11.2015 — заместитель начальника департамента по взаимодействию с органами государственной власти субъектов Российской Федерации и органами местного самоуправления аппарата полномочного представителя, с 11.2015 до 07.2018 — начальник департамента по реализации общественных проектов аппарата полномочного представителя, куратор военно-патриотических программ «Молодой гвардии Единой России»[2][36]. Постоянный участник общественно-политических ток-шоу на федеральных российских телеканалах.
- Дочь — Анастасия, род. 21.12.1985 в Кишинёве, студентка Университета Дружбы народов, будет[стиль] проходить практику в Госдуме — у неё специализация «государственное муниципальное управление». Замужем, муж старше её на пять лет[2][37], имеет троих детей, имеет гражданство Республики Кипр по цензу оседлости, где и проживает.

Пять внуков.

## Награды

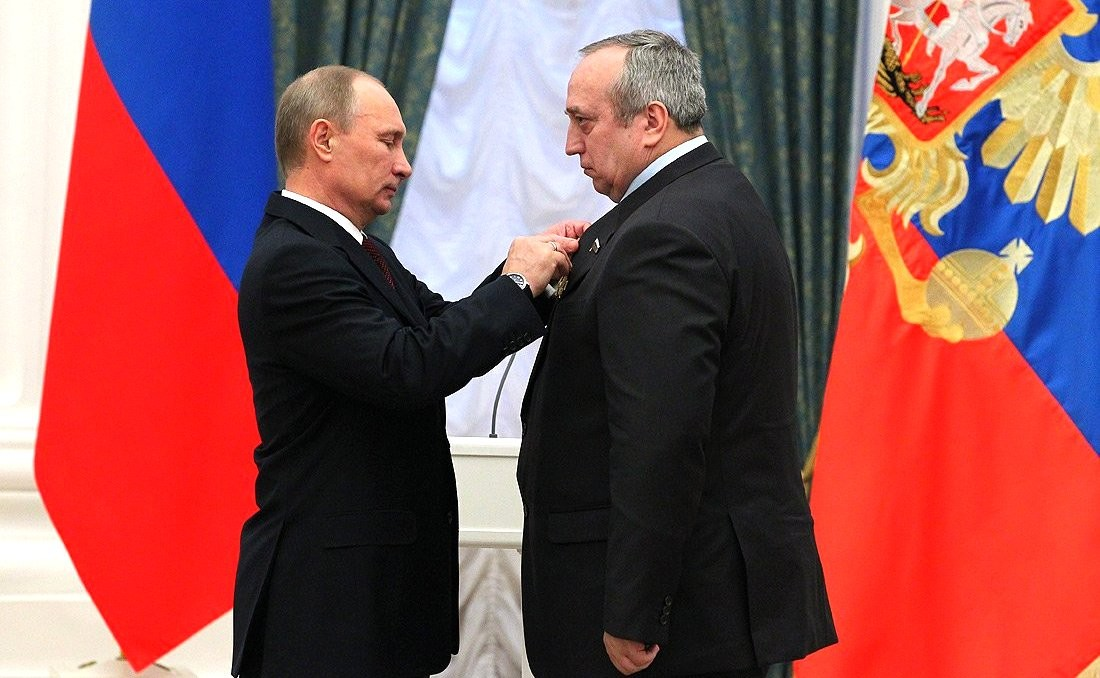
Вручение Ордена Александра Невского,
22 февраля 2013 года

- Орден «За заслуги перед Отечеством» IV степени (2014 год)[38]
- Орден Александра Невского (31 июля 2012 года) — за большой вклад в развитие российского парламентаризма и активное участие в законотворческой деятельности[39].
- Орден Почёта (15 июня 1999 года) — за плодотворную работу по патриотическому воспитанию молодёжи и социальной защите инвалидов и семей военнослужащих, погибших при исполнении служебного долга[40].
- Орден Дружбы (23 июля 2003 года) — за заслуги в укреплении российской государственности, активное участие в организации и проведении референдума в Чеченской Республике[41].
- 2 ордена Красной Звезды (1987 год, 1988 год).
- Почётная грамота Президента Российской Федерации (9 января 2010 года) — за заслуги в законотворческой деятельности и развитии российского парламентаризма[42].
- Благодарность Президента Российской Федерации (11 июля 1996 года) — за активное участие в организации и проведении выборной кампании Президента Российской Федерации в 1996 году[43].
- Памятная юбилейная медаль «100 лет со дня учреждения Государственной Думы в России».
- Почётная грамота Государственной думы.
- Почётная грамота Совета Федерации.
- Орден Почёта (Белоруссия, 2 декабря 1999 года) — за большой личный вклад в развитие и укрепление взаимодействия движений ветеранов войны в Афганистане Белоруссии, России и Украины, плодотворную военно-патриотическую работу[44].
- Орден «Звезда» III степени (Афганистан, 1987 год).
- Медаль «В память 10-летия вывода советских войск из Афганистана» (Белоруссия, 5 февраля 2005 года) — за большой личный вклад в развитие и укрепление взаимодействия движений ветеранов войны в Афганистане Республики Беларусь и государств — участников Содружества Независимых Государств, стран Балтии[45].
- Медали СССР.
- Медали РФ.